# Ceratomia amyntor
Espèce
Ceratomia amyntor est une espèce nord-américaine de lépidoptères (papillons) de la famille des Sphingidae.

## Description
L'envergure des ailes du papillon est de 82 à 115 mm[réf. souhaitée].
La chenille arbore en plus de la corne de la queue, quatre longues projections en forme de corne au-dessus de sa tête[réf. souhaitée].

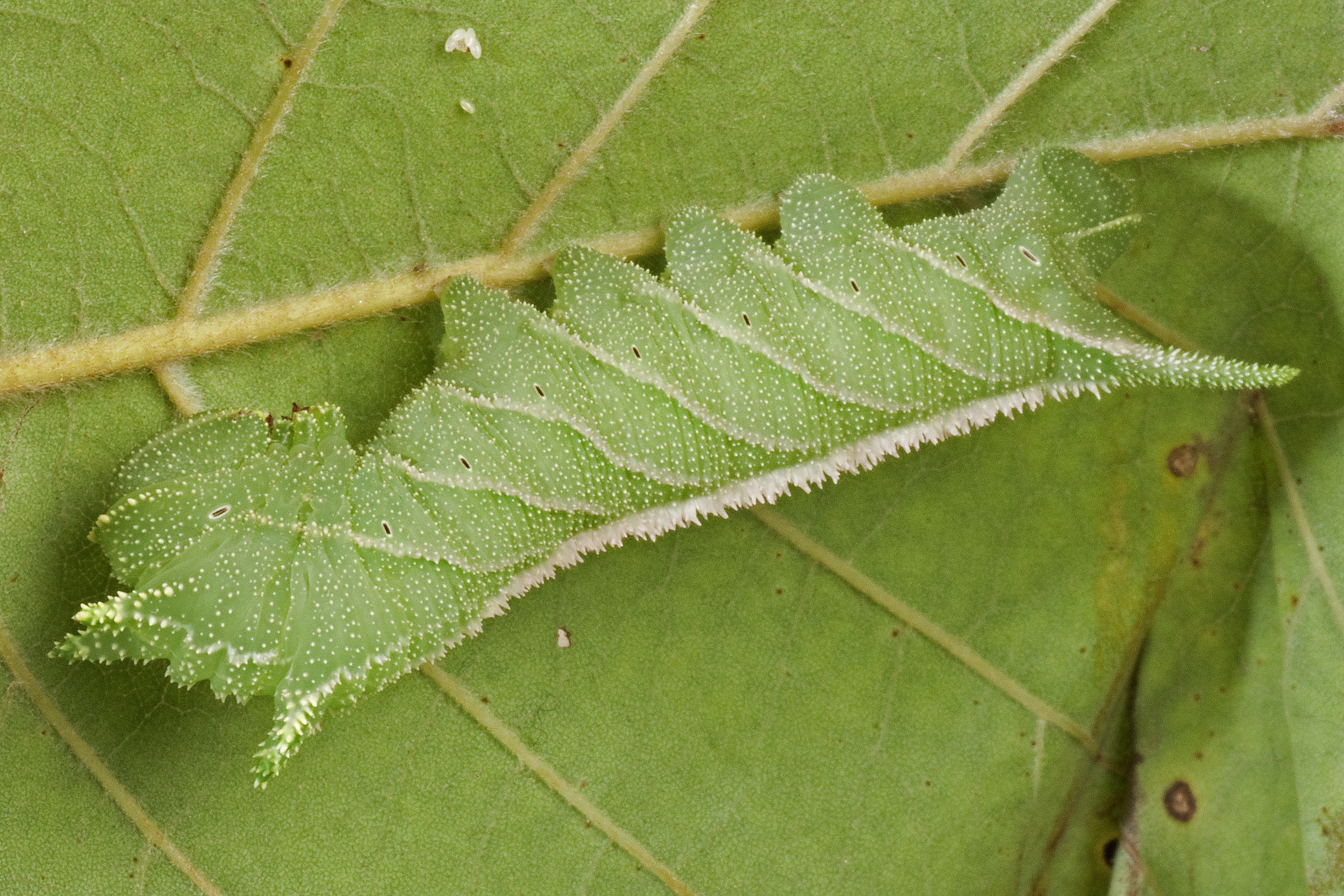
La chenille du sphinx à quatre cornes.
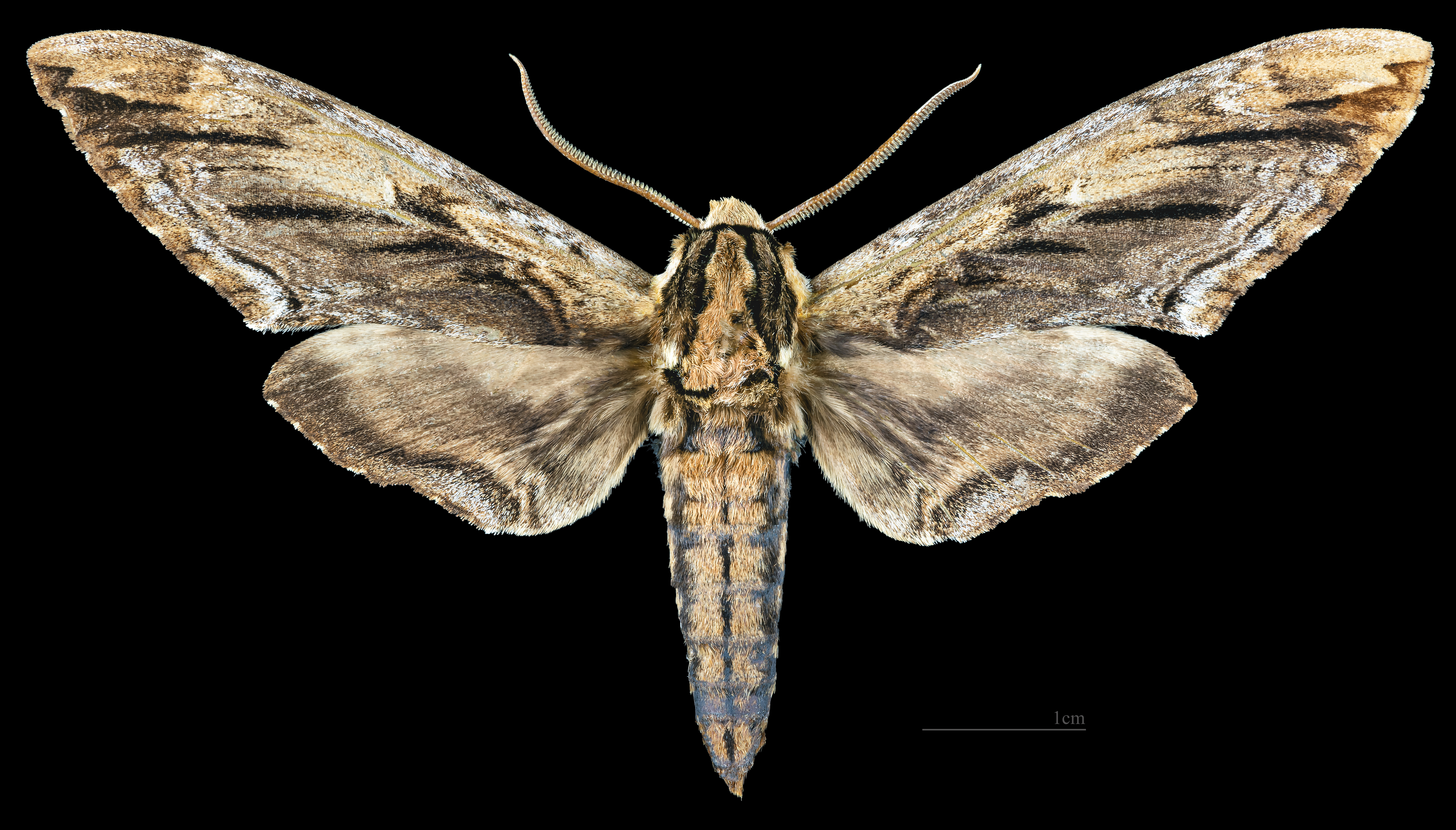
Ceratomia amyntor ♂
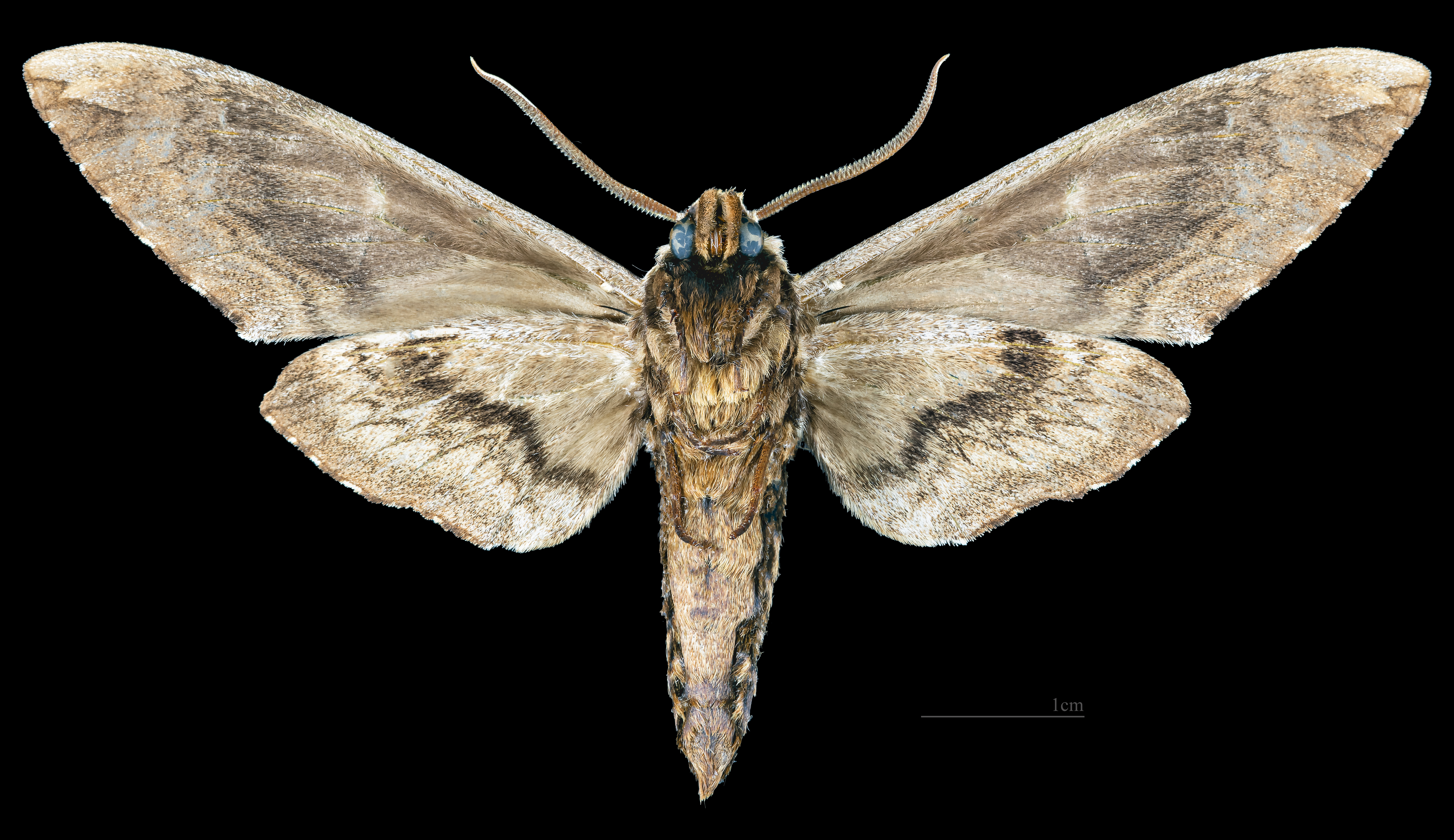
Ceratomia amyntor ♂   △
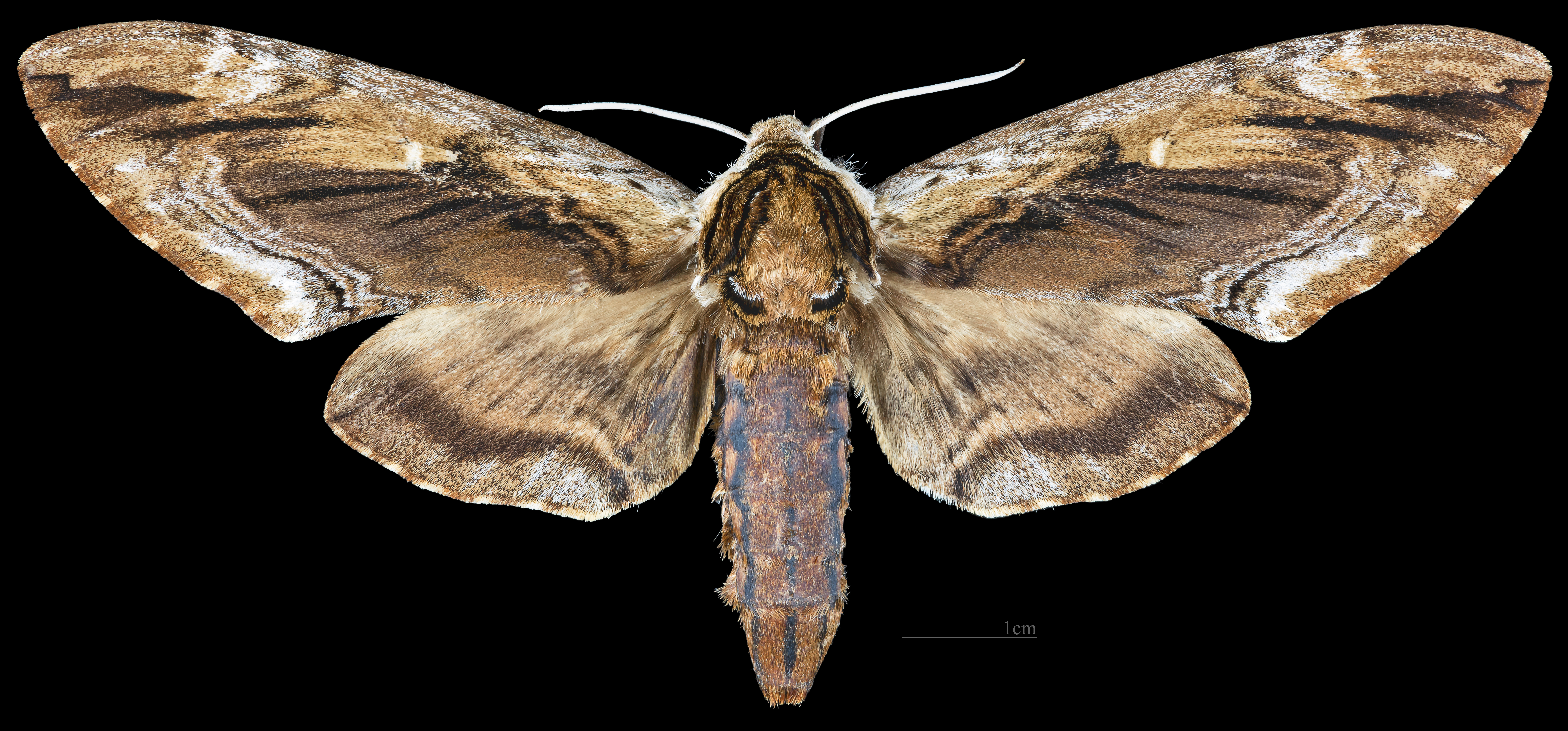
Ceratomia amyntor ♀
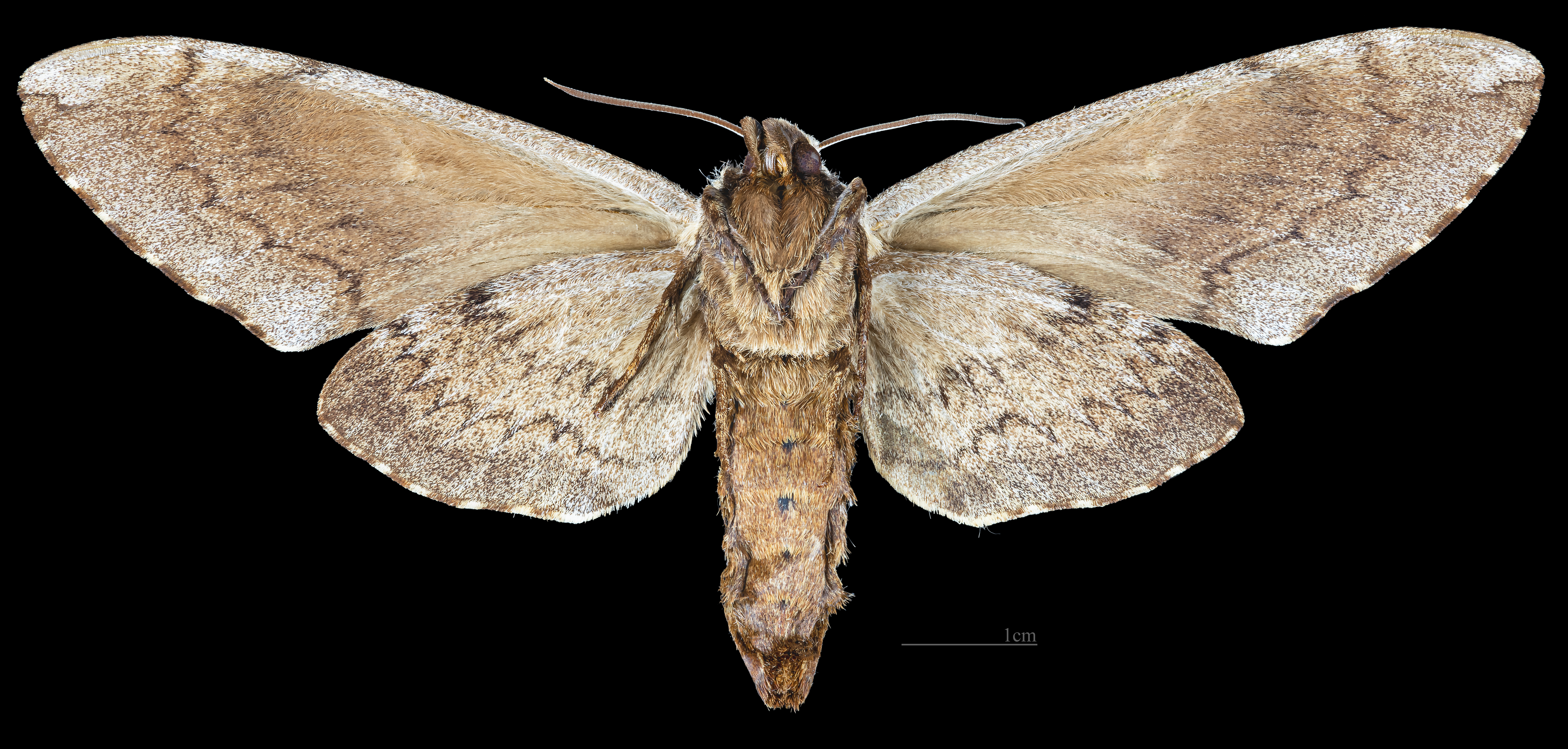
Ceratomia amyntor ♀  △